# Marwan Dawoud
Marwan Mohamed Moustafa Dawoud Soliman (ar. مروان داوود; ur. 27 sierpnia 1997) – egipski piłkarz grający na pozycji lewego obrońcy. Od 2021 jest zawodnikiem klubu ENPPI Club.

## Kariera klubowa
Swoją piłkarską karierę Dawoud rozpoczął w klubie El Shams SC. W sezonie 2015/2016 zadebiutował w nim w trzeciej lidze egipskiej. W 2016 roku przeszedł do Al-Ahly Kair, jednak przez dwa lata nie zaliczył w nim debiutu w pierwszej lidze egipskiej. W 2018 roku wrócił do El Shams SC i w sezonie 2018/2019 spadł z nim z drugiej do trzeciej ligi. W 2021 roku odszedł do ENPPI Club, w którym swój debiut zaliczył 26 października 2021 w przegranym 0:2 domowym meczu z Zamalekiem.
| Sezon   | Klub         | Kraj  | Rozgrywki                   | Mecze | Gole |
| ------- | ------------ | ----- | --------------------------- | ----- | ---- |
| 2015/16 | El Shams SC  | Egipt | 3. liga                     | ?     | ?    |
| 2016/17 | Al-Ahly Kair | Egipt | Ad-Dauri al-Misri al-Mumtaz | 0     | 0    |
| 2017/18 | Al-Ahly Kair | Egipt | Ad-Dauri al-Misri al-Mumtaz | 0     | 0    |
| 2018/19 | El Shams SC  | Egipt | 2. liga                     | ?     | ?    |
| 2019/20 | El Shams SC  | Egipt | 3. liga                     | ?     | ?    |
| 2020/21 | El Shams SC  | Egipt | 3. liga                     | ?     | ?    |

## Kariera reprezentacyjna
W reprezentacji Egiptu Dawoud zadebiutował 4 grudnia 2021 w wygranym 5:0 meczu Pucharu Narodów Arabskich 2021 z Sudanem, rozegranym w Ras Abu Aboud. W 2022 roku został powołany do kadry na Puchar Narodów Afryki 2021. Na tym turnieju nie rozegrał żadnego meczu. Z Egiptem wywalczył wicemistrzostwo Afryki.